# Bataille d'Aspindza
Guerres turco-géorgiennes
Batailles
- Aspindza
- Nauplie (en)
- Orloff
- Tchesmé
- Larga
- Kagul
- Beyrouth (en)
- Patras
- Kozludzha (en)
- Kertch

La bataille d'Aspindza (en géorgien ასპინძის ბრძოლა) est une bataille menée entre les forces géorgiennes du roi Héraclius II de Kartl-Kakhétie et l'Empire ottoman, dans le cadre des guerres turco-géorgiennes de l'Époque moderne.

## Précédents

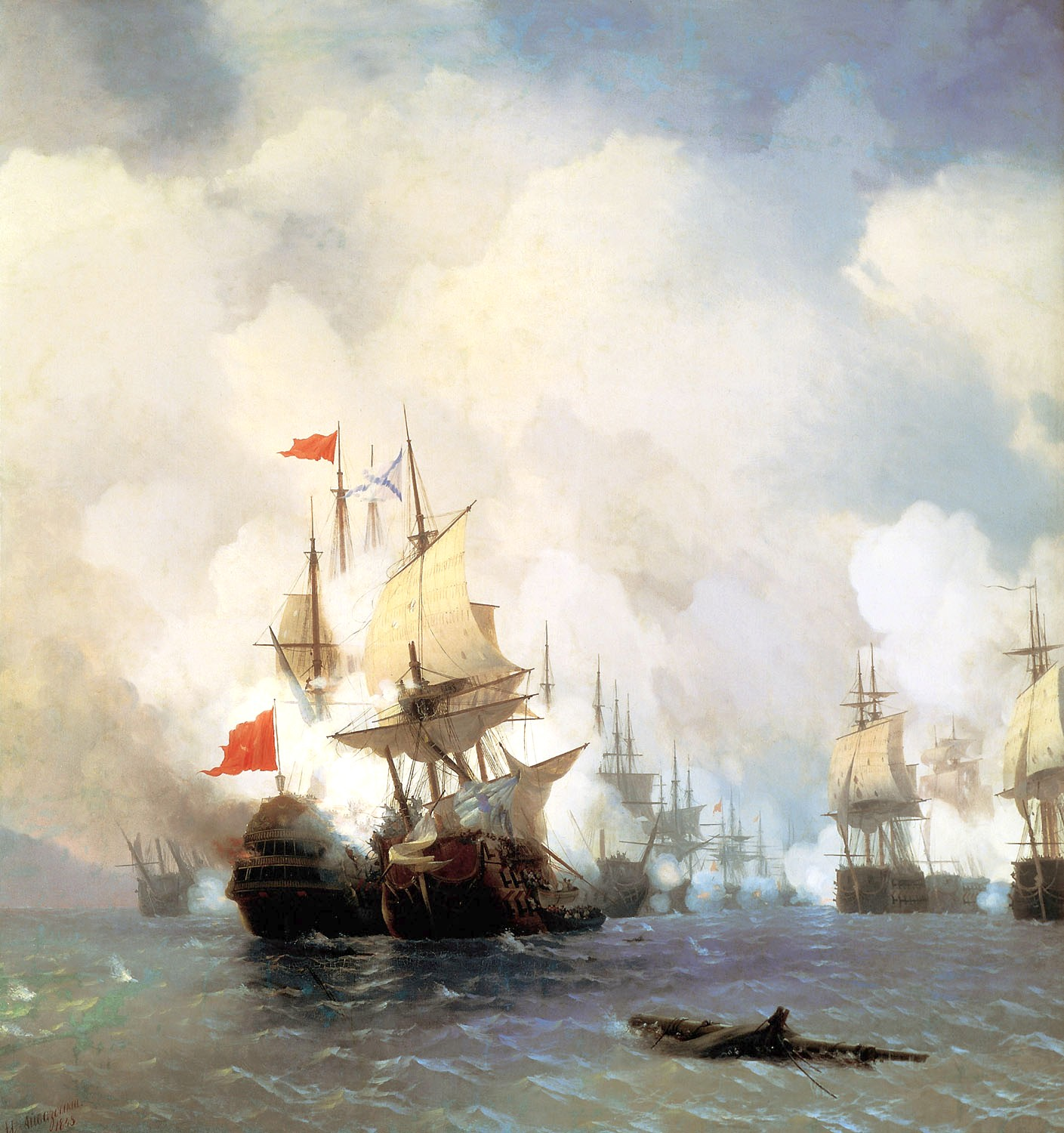
La Bataille d'Aspindza remonte ses origines au front caucasien de la guerre russo-turque de 1768-1774

Dans les années 1760, peu avant la formation du royaume uni de Kartl-Kakhétie en Géorgie orientale (1762), le roi Héraclius II de Kakhétie et son père, le roi Teimouraz II de Karthlie, tentèrent à maintes reprises d'établir une alliance militaire avec l'Empire russe contre les musulmans qui occupaient toute la frontière sud du royaume (Ottomans au sud-ouest et Perses à l'opposé). Plus tard, durant la guerre turco-russe de 1769, l'Impératrice Catherine II dépêcha une force expéditionnaire forte de 1 200 hommes sous le commandement du général Gottlieb Totleben en Géorgie et le roi Héraclius II ouvrit dès lors un second front contre la Sublime Porte. En mars 1770, les forces russo-géorgiennes marchèrent sur la vallée de Bordjomi et prirent la forteresse de Sadgueri (ka) le 14 avril. Trois jours plus tard, ils assiégèrent Atskhouri (en), dans le sud de l'actuel pays, mais le roi géorgien et le général russe rentrèrent bientôt en conflit. En effet, ils n'étaient pas d'accord sur la manière stratégique avec laquelle continuer la campagne. Héraclius II voulait profiter de ses succès et continuer les conquêtes jusqu'à Akhaltsikhé, la capitale du Caucase ottoman, mais Totleben refusa de lui venir en aide et resta à Atskhouri.

## Bataille

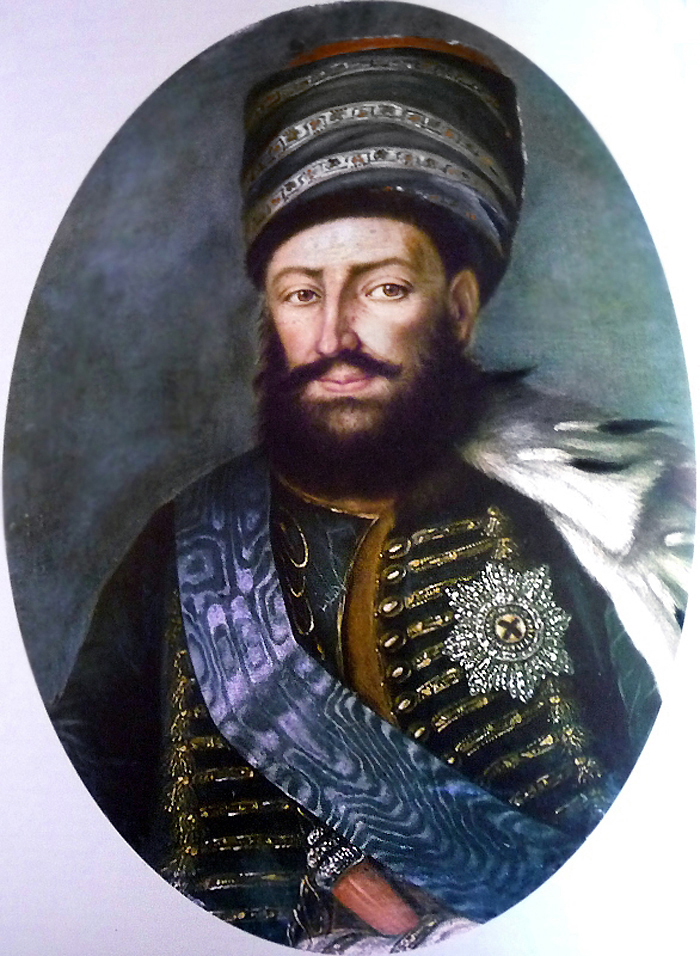
Le roi Héraclius II de Kartl-Kakhétie dirigeait l'armée géorgienne en personne.

Pendant ce temps, le gouverneur ottoman d'Akhaltsikhé rallia ses troupes pour sauver Atskhouri. Victorieux dans ses premières avancées, il propagea la peur dans les troupes alliées dont le contingent russe profita de la situation pour quitter la Géorgie le 19 avril, abandonnant littéralement les Géorgiens. Alors, le roi Héraclius II n'avait plus d’autre choix que de battre en retraite, poursuivi par les troupes turques qui tentèrent de couper les lignes de défense géorgiennes afin de les rabattre sur la ville d'Aspindza.
Dans la journée du 20 avril, le roi Héraclius fait d'abord dérouter la garde avancée des Ottomans, composée de 1 500 hommes. Par cette astuce, il laisse passer les quelque 18 000 soldats des principales forces turques qui arrivent bientôt aux bords de la Koura, qui passe par Aspindza. Durant la nuit de ce 20 avril, les troupes ottomanes commencent à traverser l'unique pont reliant les deux rives de la rivière, dans le but d'avancer secrètement jusqu'à Tbilissi. Or, un groupe de Géorgiens, menés par Aghabab Eristavi et Simon Moukhranbatoni (en), détruisirent ce même pont, avant même l'action des ennemis et bientôt, une forte armée géorgienne surprit les Ottomans. Le flanc gauche était dirigé par Giorgi Batonichvili, fils du roi même, le centre par Héraclius II en personne et la droite des troupes par le général David Orbéliani. Les Turcs sont mis en déroute et perdent environ 4 000 hommes, dont le chef avar Kokhta-Beladi, des commandants et des pachas. Les survivants réussissent à traverser la Koura à la nage.